# 楯築遺跡

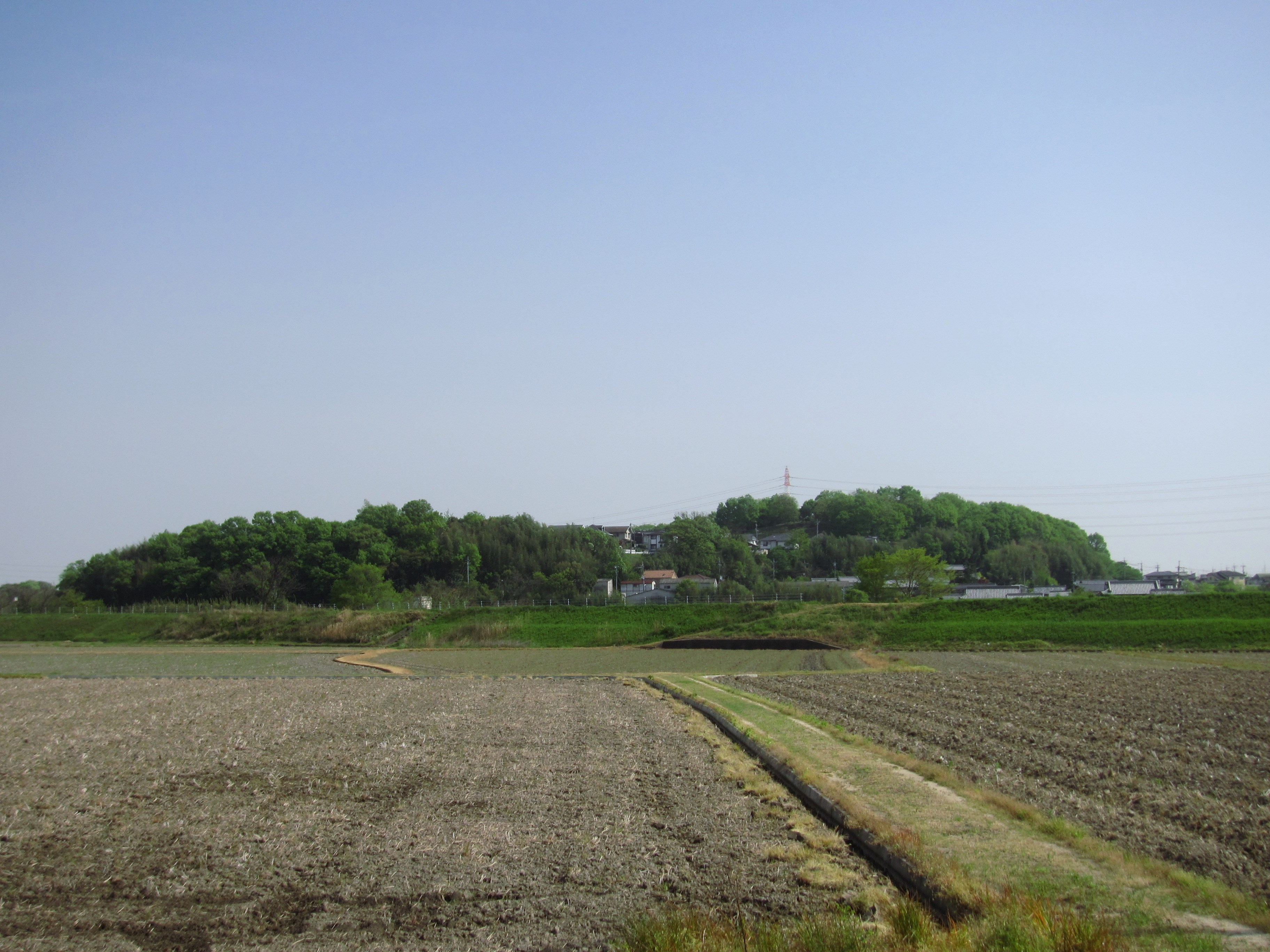
遺跡遠景
丘陵の右側頂上部に墳丘墓がある。

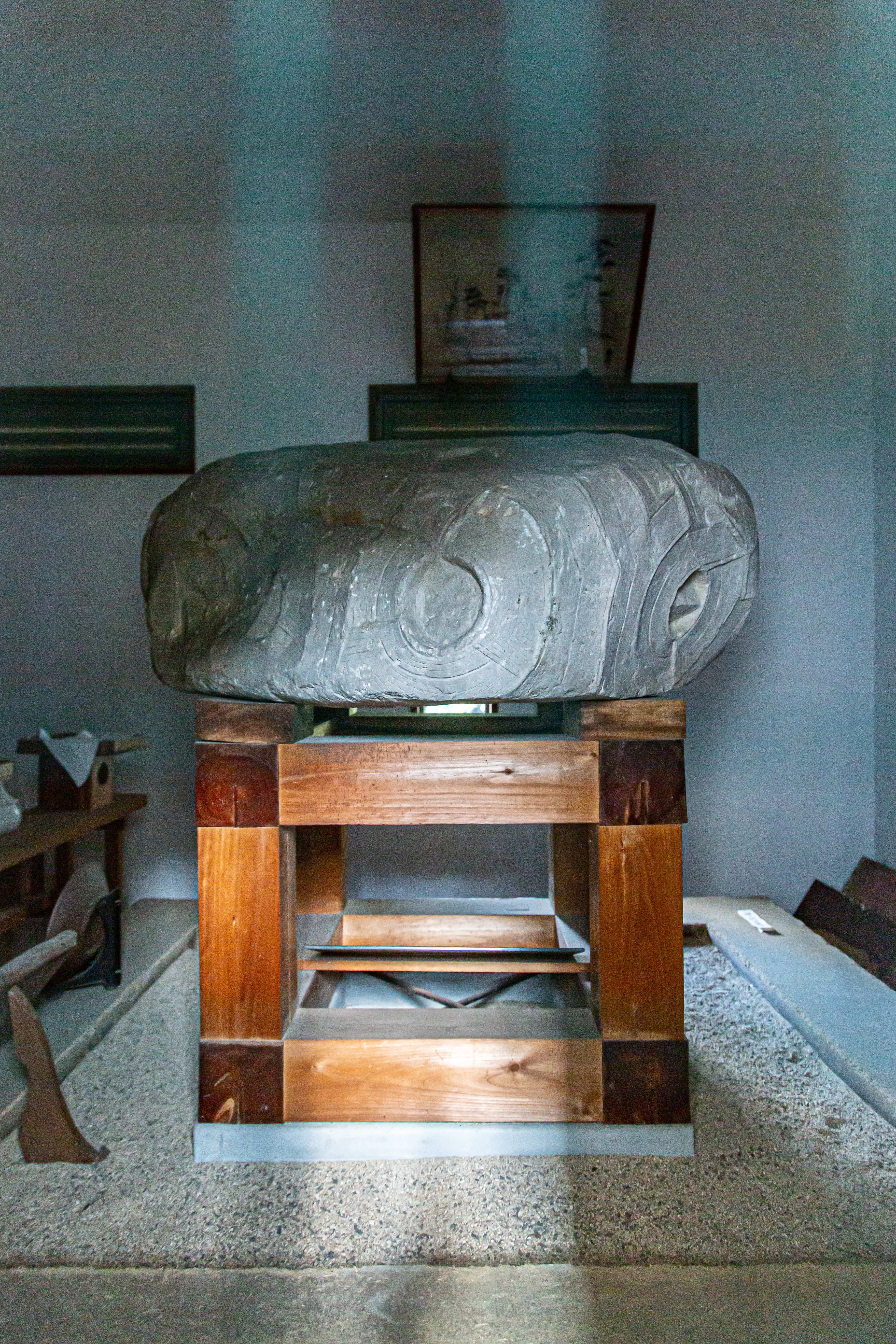
楯築遺跡内に保存されている弧帯文石（実物）

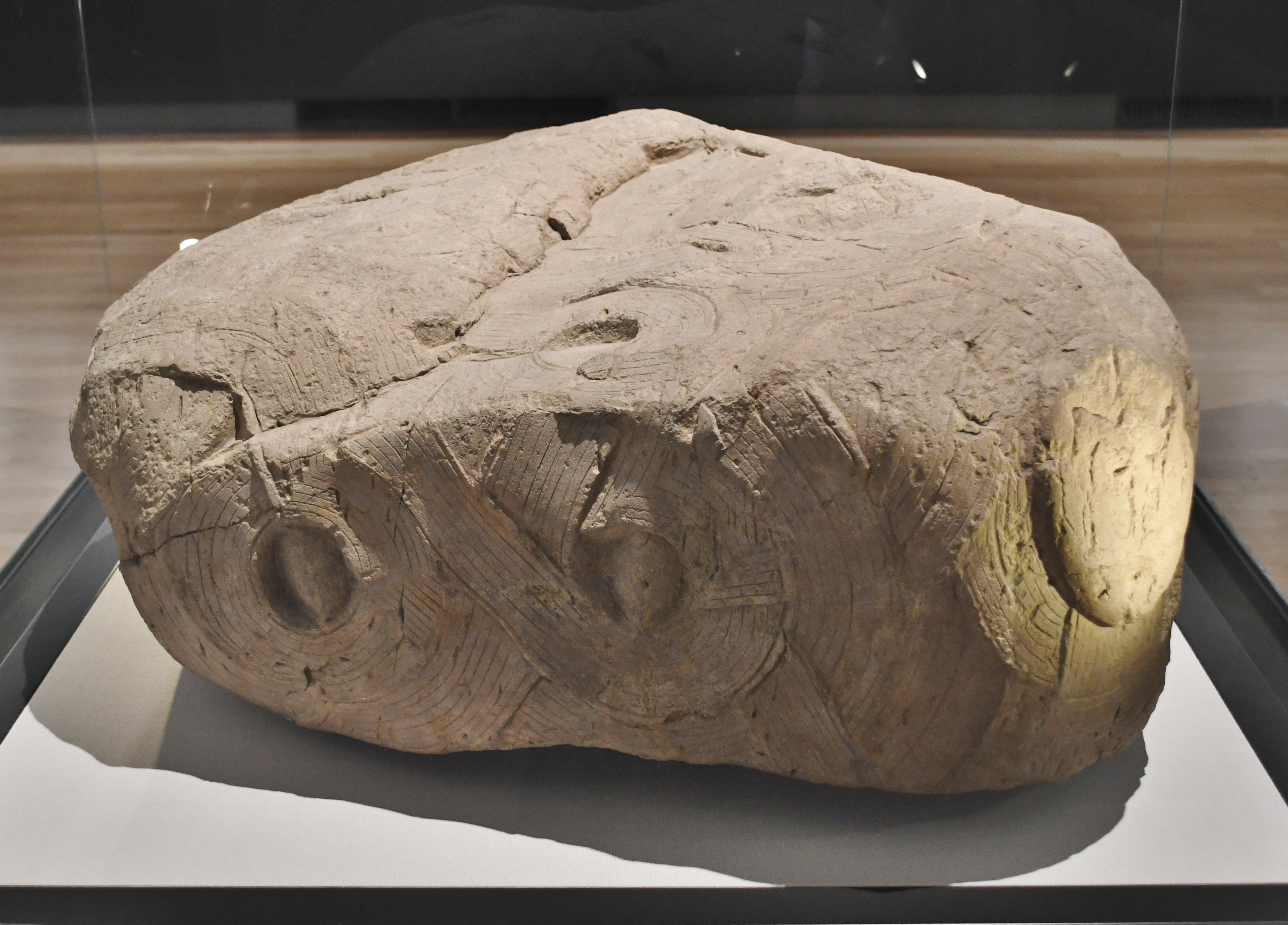
弧帯文石（複製品）
東京国立博物館展示。

楯築遺跡（たてつきいせき）ないし楯築墳丘墓（たてつきふんきゅうぼ）は、岡山県倉敷市矢部に所在する弥生墳丘墓。形状は双方中円形。国の史跡に指定され、神社弧帯文石が国の重要文化財に指定されている。

## 概要
岡山県倉敷市に所在する、王墓山丘陵の北側に弥生時代後期後葉（2世紀後半）に造営された墳丘墓である。直径約49メートル、高さ4、5メートルの不整円形の主丘に北東・南西側にそれぞれ方形の突出部を持つ。全長は推定83メートルで弥生墳丘墓としては日本列島において最大である。

## 調査史

### 近世・近代の楯築遺跡
楯築神社の神体とされた神社弧帯文石については後述（→#神社弧帯文石）。
楯築遺跡に関する最古の記録として、元和元年（1615年）に記された『中国兵乱記』中の「楯山」という地名記載があり、この時点で墳丘上の立石が楯と見なされていたことを示す可能性がある。天和年中（1681-1684年）には楯築山に社殿が設けられ、楯築神社と名付けられた。
楯築遺跡と温羅伝説を関連づけた事例は元禄13年（1700年）に筆写された『備中吉備津宮縁起』であり、この時は鬼が楯築山に陣を構えたとする。これが宝暦7年（1757年）の頃までに吉備津彦命が楯築山に陣を置く説話に置き換わり定着している。
近代になると楯築遺跡は遺跡として知られるようになり、大正10年（1921年）に「片岡山古墳址」として報告される。この調査と前後して、明治42年（1909年）に楯築神社は鯉喰神社に合祀され、一時的に弧帯文石が鯉喰神社に移されるが大正5年（1916年）に再び楯築山に戻されている。

### 突出部の破壊
当遺跡には本来北東方向と南西方向に突出部が設けられていた。しかし1972年末ないし1973年初頭に行われた宅地造成工事によって北東突出部はほぼ完全に破壊を受ける。南西突出部も破壊を受け、突出部上には給水塔が建造されたが、かろうじて突出部先端の一部が破壊をまぬがれていたため調査することができた。

### 発掘調査
1976年から1989年にかけて、岡山大学考古学研究室と倉敷市教育委員会を中心とした調査団により7次にわたる発掘調査が行われた。発掘とは別に、1973年と1982年に墳丘と周辺地形の測量、1988年に立石の実測が行われている。
第1次調査 (1976年7月15日-8月1日)
楯築遺跡が弥生時代の墳墓であることは特殊器台が採集されていることなどから予想されていた。第1次調査ではこれを確認すること、そして遺跡の概要を把握することが目的とされた。4つの班が編成され、それぞれ墳頂北部から中央部、北東突出部東側、円丘部北斜面、南西突出部西付け根付近を調査し、各遺構で特殊器台等がともなうことや円丘部中央に墓壙とみられる掘り込みが存在することなどが判明した。
第2次調査 (1978年7月17日-8月7日)
3つの班を編成し、それぞれ墳頂の立石の掘り方と時期の解明、北東突出部の構造の確認、円丘部斜面施設の把握を目的として調査を進めた。立石が弥生時代の構造物であること、北東突出部の両側に同じ構造の施設が設けられること、墳端位置、第2埋葬施設の存在などを解明した。
第3次調査 (1979年2月24日-5月13日)
第3次調査の主な目的は中心埋葬主体の解明であり、あわせて第2埋葬と円丘部北西斜面の調査も行った。3班を編成したが人員の配置は流動的であった。中心主体発掘の成果として、木槨・木棺の痕跡と墓壙上の「円礫堆」と名付けられた遺構、暗渠石組みの排水施設の存在などが確認され、各遺構からは大量の遺物が検出された。ほかに、第2埋葬の埋葬施設が刳抜式木棺であることなどが判明した。
史跡・重要文化財指定
1981年12月9日、国の史跡に指定された。この指定範囲は、鯉喰神社社地となっている部分のみである。その他の部分は私有地であったため史跡範囲に含まれなかったが、1982年に倉敷市有地となった。
1982年6月5日、神社弧帯文石が重要文化財に指定された。
第4次調査 (1983年8月20日-9月23日)
重要文化財に指定された神社弧帯文石の収蔵庫を新設するにともない、収蔵庫の予定地を確認する必要が生まれた。また遺跡範囲の確認の必要もあったため、3つの班が編成され、南西突出部の残存状況を確認するための発掘調査が行われた。南西突出部くびれ部の状況の確認、排水施設の発見、そして給水塔設置によって失われたと思われていた南西突出部先端が遺存している可能性を発見するという成果を残した。
第5次調査 (1985年9月30日-10月26日)
第5次調査の目的は史跡範囲拡大のための遺跡範囲の確認である。したがって、南西突出部先端、円丘部北西斜面、円丘部東斜面をそれぞれ調査する3つの班を編成した。南西突出部前の溝と石列が検出され、南西突出部先端の一部がたしかに遺存していることが判明した。この発掘は掘削面が急角度になり崩落するおそれが予想されたため、調査に先立って土壌に樹脂を含侵させた。
第6次調査 (1986年9月30日-10月31日)
第5次調査に引き続き、遺跡範囲の確認を目的とする。南西突出部先端の石列と溝の追加調査、南西突出部西側の状況把握、円丘部西斜面の墳端と列石の検討のため、3班が組織された。南西突出部先端の調査は、給水塔フェンスを移動させることでその内側1メートルにまで発掘することが可能となったため、列石東端のほぼ全貌を捉えることができた。第6次調査でも樹脂をもちいて土砂の崩落を防止した。一方で列石西端はその一部が給水塔工事によって破壊されていることが判明した。
第7次調査 (1989年8月23日-9月5日)
大きく傾いている立石2・立石3を据え直すための調査であり、これらの立石の掘り方を調査した。立石2の掘り方は確認することができなかったが、立石3の掘り方は明確に検出された。

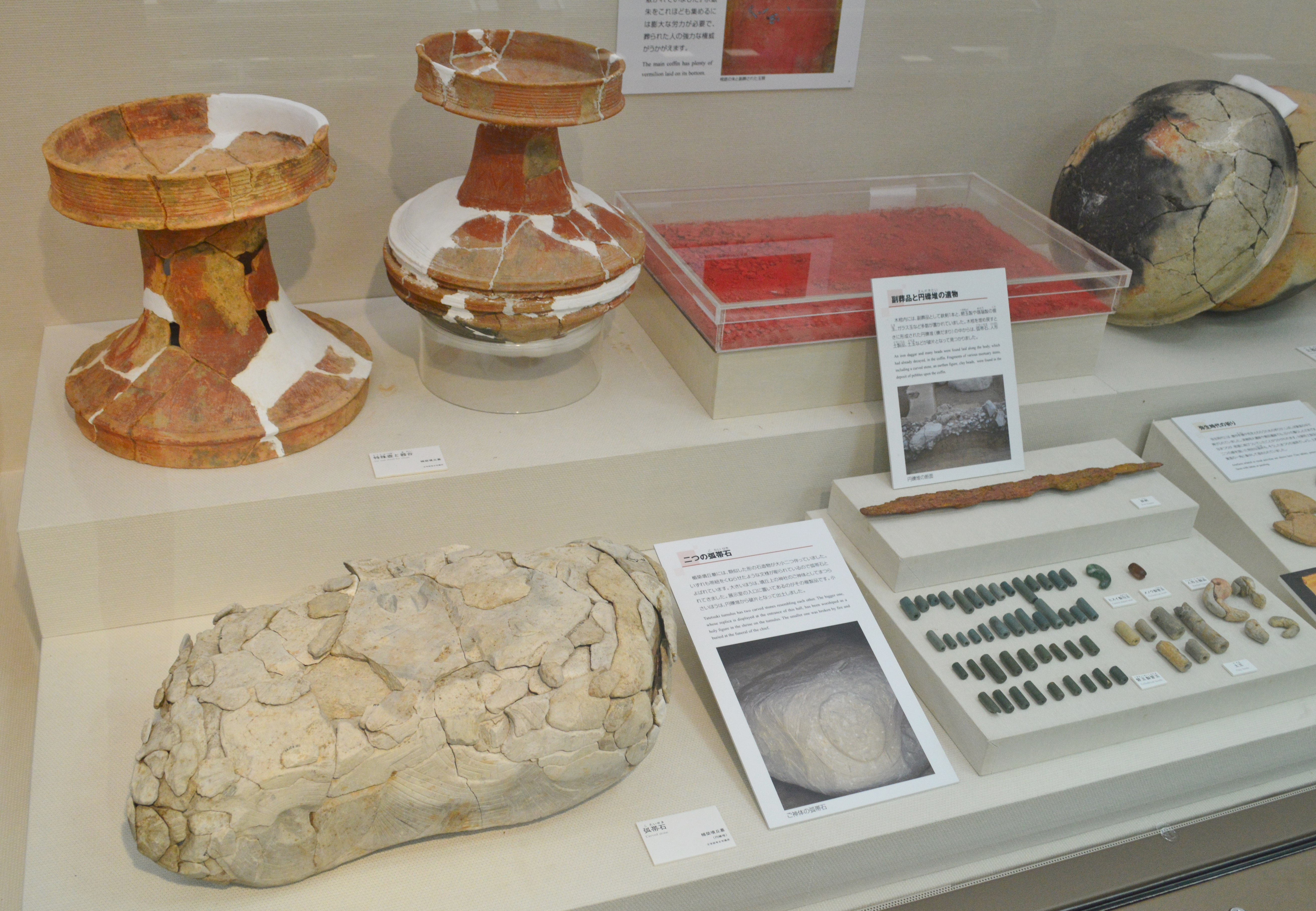
出土品 岡山大学考古資料展示室展示。
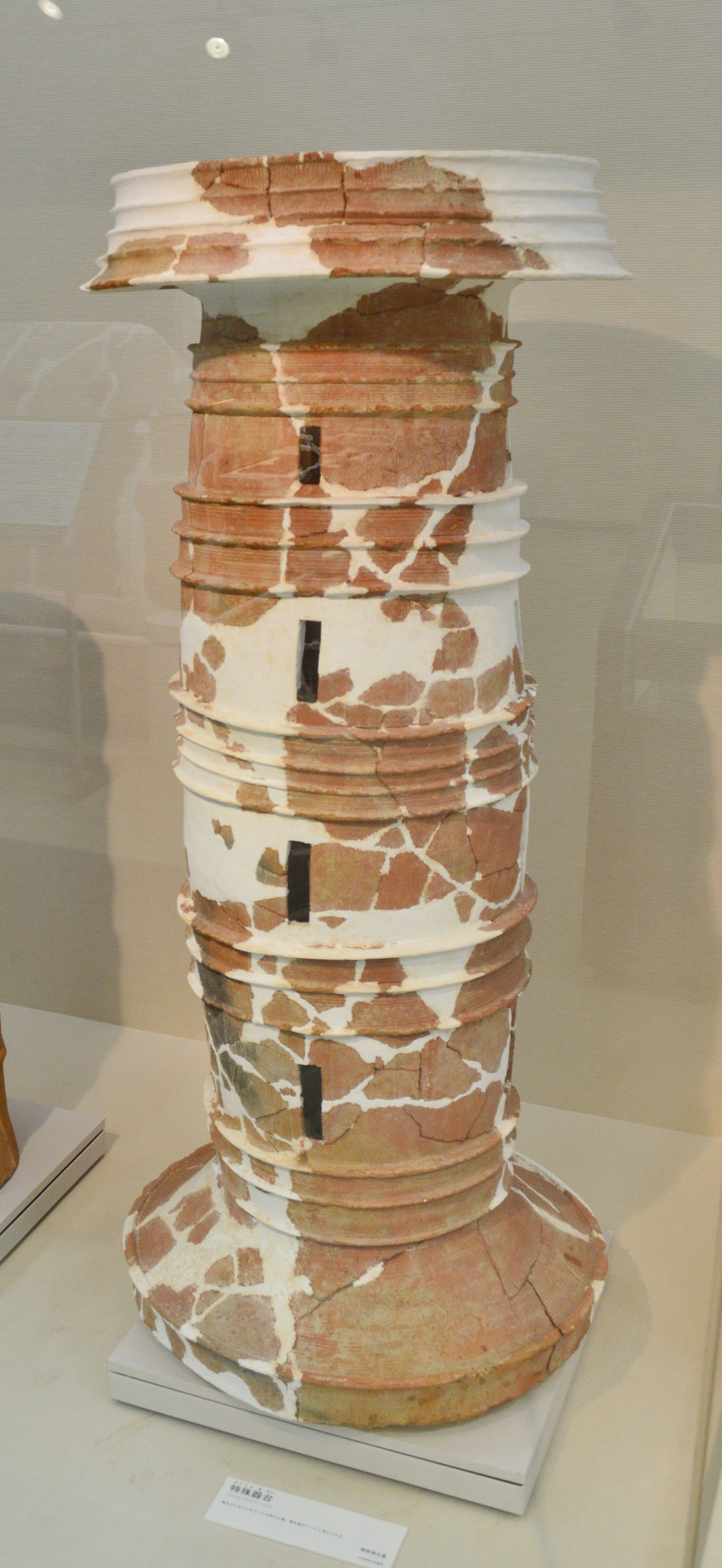
出土特殊器台 岡山大学考古資料展示室展示。

## 遺構

### 墳丘
突出部
北東側の突出部は団地造営工事のため破壊されている。およそ十数メートルほど伸びている。その上面は幅約3、4メートルで、わずかに前面に向かって下降気味であるが、平坦に近い。突出部の前面はかなり急な傾斜で2～3メートルほど下がり、東西に走る小道に達しており、小道をわたると突出部の続きと思われる高まりがつづく。盛り土しているのが分かる。また円礫が二重三重に置かれている。円丘につけられた遺構であることが分かる。
南西側の突出部は約20数メートルにわたって細長い幅数メートル高さ2メートルほどの尾根状のものが伸びている。先端部の両側が丸く整形されていてその先端には大きな列石が貼られている。

### 立石・列石
主墳の頂上には木棺を取り囲むように5個の巨石が立てられ、また、斜面にも2列に地表の露出分だけでも高さ・幅とも1メートルあまりで20個ほどの列石がめぐらされ、
団地造成時に破壊された突出部分にはかつて石列があり朱塗りの壺型土器が配列されていた。
第7次調査の後、立石2・立石3は安全のため基部をコンクリートで固定された。

### 埋葬施設
主墳には2基の埋葬施設が確認され、墳頂中央部地下1.5メートルに埋葬されていた木棺がこの墓の主人のものと思われる。出土した木棺は全長約2メートル・全幅約0.7メートルで棺の底には30キログラムもの朱が厚く敷かれていた。遺骨は検出されず歯の欠片が僅かに2個出土したのみである。木棺は全長3.5メートル、全幅1.5メートルの木製外箱（木槨）に納められていた。副葬品が外箱の中に置かれており鉄剣1本、首飾り2個、多数のガラス玉と小管玉が一括り出土した。これらは岡山大学考古学資料館に収蔵されている。また、もう1基の埋葬施設は中心埋葬の南東9メートルの位置に発見されたが僅かに朱が認められるのみで出土品は無かった。副葬品の貧弱さは、権威や富に関係するのではなく、その時代の埋葬の習俗の影響と考えられる。

## 遺物
本章では、発掘調査による出土遺物について述べる。

### 土器・土製品
弥生土器
特殊器台・特殊壺
土製品
中世の土器

### 弧帯文石
楯築神社に伝世してきたものと発掘調査時に破片として出土したものの2点が存在する。2021年現在において「弧帯文石」が呼称として定着していることから、当記事では (宇垣 2021) の表記に従って伝世品を「神社弧帯文石」、出土品を「出土弧帯文石」、総称として「弧帯文石」の用語をもちいる。
神社弧帯文石
出土弧帯文石

### その他
玉類
鉄器
歯牙

## 神社弧帯文石
『楯築神社縁起』（成立年代不明）で「白頂馬龍神石」と呼ばれたもの。
墳丘上には大正時代の初め頃まであった楯築神社に代々伝世し、ご神体として神石（亀石）と呼ばれる全表面に毛糸の束をねじったような弧帯文様が刻まれた石が安置されていたが、現在はこの遺跡のそばの収蔵庫に祀られている。こちらは「伝世弧帯文石」と呼ばれる。
この弧帯文は、纏向遺跡の弧文円板と葬送儀礼で共通するといわれている。ここにも吉備津神社や鬼ノ城などのように温羅伝説が残っており、吉備津彦命が温羅との戦いに備えて石楯を築き、防戦準備をしたと伝わっている。
(近藤編 1992) では「弧帯石」と呼ばれ、重要文化財指定名称は「旋帯文石」である。

## 文化財

### 重要文化財
- 旋帯文石 岡山県倉敷市矢部楯築遺跡出土 - 1982年6月5日指定[21][34]。

### 史跡
- 楯築遺跡 - 1981年12月9日指定[21][35]。